# Uvaria brevistipitata
Uvaria brevistipitata är en kirimojaväxtart som beskrevs av De Wild. Uvaria brevistipitata ingår i släktet Uvaria och familjen kirimojaväxter. Inga underarter finns listade i Catalogue of Life.